# Arromanches-les-Bains
Arromanches-les-Bains település Franciaországban, Calvados megyében. Lakosainak száma 431 fő (2022. január 1.). Arromanches-les-Bains Ryes, Saint-Côme-de-Fresné és Tracy-sur-Mer községekkel határos.

## Népesség
A település népességének változása:
| Lakosok száma | 339  | 395  | 409  | 602  | 540  | 517  | 489  | 473  | 465  | 431  |
|               | 1968 | 1982 | 1990 | 2006 | 2013 | 2015 | 2017 | 2019 | 2020 | 2022 |